# Etsha 6
Etsha 6 is een dorp in het district North-West in Botswana. De plaats telt 3130 inwoners (2011).